# Битка при Сталинград
Битката при Сталинград (днешния Волгоград в Южна Русия), водена между СССР и Хитлерова Германия от юли 1942 до февруари 1943 г., е повратен момент в хода на Втората световна война.
Тя е сред най-кръвопролитните сблъсъци в човешката история. Включва няколко етапа: сраженията на подстъпите към Сталинград, борбата за контрол на самия град, както и съветската контраофанзива, която завършва с обкръжаване и унищожаване на немската 6-а армия.
Макар и да е предшествана от друга голяма съветска победа – в битката при Москва, Сталинградската битка е тази, която дава началото на постепенното изтласкване на Вермахта от съветските територии, окупирани през 1941 – 1942 г. По приблизителни изчисления в нея войските на Германия и съюзниците ѝ Румъния, Италия и Унгария губят около ¼ от личния си състав, воюващ на Източния фронт – загуба, от която така и не успяват да се възстановят. Съветският съюз, от своя страна, губи над един милион убити, ранени, пленени или депортирани войници и мирни жители.

## Предистория
На разсъмване на 22 юни 1941 г. 4,3 млн. войници на Германия и съюзниците ѝ нахлуват в СССР на фронт, който се простира от Баренцево до Черно море. В хода на операция „Барбароса“, немските войски успяват да нанесат тежки поражения на изненаданата и отслабена от чистките на Сталин Червена армия. В началото на септември 1941 г. група армии „Север“ и финландски войски обсаждат Ленинград. До октомври група армии „Юг“ овладява голяма част от Украйна заедно с Киев и Одеса. Междувременно група армии „Център“ завзема Минск, Витебск и Смоленск, а на 30 септември започва операция „Тайфун“ за завладяване на Москва. След още два месеца боеве офанзивата на Вермахта е спряна. На 5 декември Червената армия преминава в контранастъпление, в резултат на което групата армии „Център“ е отхвърлена на 150 – 250 км западно от съветската столица.
 След тези неуспехи началникът на немския Генерален щаб, генерал-полковник Франц Халдер, смята, че германските войски не трябва да подновяват настъплението, а да останат за по-дълго време в отбрана и да попълнят загубите си. Хитлер разбира, че няма достатъчно ресурси за активни действия на всички фронтове, и още на 3 януари 1942 г. съобщава на японския посланик Ошима: „Моята цел ще бъде настъпление на южния фронт. Аз реших, щом се подобри времето, да предприема удар в направление на Кавказ. Това направление е най-важното“. Решено е да се проведе настъпление към петролните залежи край Каспийско море и към стратегически важния център Сталинград на река Волга.
През май 1942 г. съветските войски правят опит да пробият немските линии край Харков, но са разгромени (виж Битка при Харков). В края на юни започва операция Блау, в хода на която германски и унгарски войски на свой ред нанасят удар към Воронеж и овладяват плацдарми на левия бряг на река Дон. В началото на юли, когато е превзет Севастопол, силите на Оста са преразпределени в група армии „А“ (командвана от фелдмаршал Вилхелм Лист) и група армии „Б“ (генерал Максимилиан фон Вайхс). Първата започва настъпление по двата бряга на река Северский Донец. Разбитите съветски войски са принудени да отстъпят бързо на левия бряг на Дон, за да избегнат обкръжение.
На съветското командване става ясно, че евентуална загуба на Сталинград ще доведе до прекъсване на преките комуникации на Москва с Кавказ и на достъпа до каспийския нефт. С приближаването на немските войски към Сталинград, на 12 юли е създаден Сталинградският фронт с цел по-добро оперативно управление на армиите, а два дни по-късно на територията на цялата област е обявено военно положение. В допълнение към трите отбранителни пояса между Дон и Волга, на 15 юли с масово участие на местното население започва изграждане на четвърти пояс от окопи, противотанкови ровове и огневи позиции на подстъпите към града.

## Немска офанзива (17 юли–18 ноември 1942)

### Начало на битката
Сражението започва на 17 юли 1942 г. със стълкновения между предните германски и съветски части край донските притоци Чир и Цимла. В продължение на шест дни съветските войски забавят немското настъпление и блокират най-краткия път към Волга, водещ през Калач. За това допринасят нередовното снабдяване на немските танкове с гориво и решението на Хитлер от 13 юли да пренасочи 4-та танкова армия от сталинградското направление на запад, към Ростов на Дон.
Смятайки, че главните сили на съветските войски са унищожени в операциите западно и северно от Дон, на 23 юли германското главно командване (ОКВ) издава нова директива до войските на южния участък на Източния фронт. Първоначалната идея за последователно настъпление – първо към Сталинград, а после към Кавказ, е видоизменена. По нареждане на Хитлер войските са разделени на две части за едновременни удари към двете цели. Задачата за завземане на Сталинград е поставена на група армии „Б“ в състав 6-а армия на Фридрих Паулус и съюзнически сили (виж Операция Сива чапла). Овладяването на Сталинград е важно за прекъсване на съветското снабдяване по Волга и за осигуряване на тила на група армии „А“, напредваща към Кавказ. Само две седмици след като е изпратена на запад, в края на юли 4-та танкова армия е обърната отново на североизток срещу Сталинград, а 6-а армия е значително подсилена. За кратко време немците създават тук най-плътната групировка войски по целия Източен фронт.
Съветското командване взема мерки за засилване на отбраната. С Указ №227 на Сталин от 28 юли 1942 г. се нарежда всички „страхливци“, отстъпили или напуснали позициите си без изрична заповед, да бъдат „изтребвани на място“. Създадени са специални подразделения за разстрелване на войниците, които се опитват да отстъпят от позициите си, и наказателни роти, в които провинилите се получават възможност да изкупят с кръв вината си (предполагаема или действителна). В заповедта се казва:
| „                                                                                  | Нито крачка назад! Такъв трябва да бъде сега нашият призив. Трябва упорито, до последна капка кръв да защитаваме всяка позиция, всеки метър съветска територия, да се държим за всеки къс съветска земя... Какво не ни достига? Не ни достигат ред и дисциплина в ротите, в батальоните, полковете... В това сега е нашият главен недостатък. Ние сме длъжни да въведем в армията най-строг ред и желязна дисциплина... Отсега железният закон на дисциплината за всеки командир, червеноармеец и политработник трябва да бъде изискването – нито крачка назад без заповед на висшето командване. | “ |
| История на Втората световна война 1939 – 1945, т. 5, София 1978 г., стр. 184 – 185 | |   |

След известно забавяне, дължащо се на недостига на гориво и подкрепления, на 7 август войските на Паулус настъпват срещу плацдарма западно от Калач и три дни по-късно принуждават съветските войски да отстъпят на левия бряг на Дон. По същото време 4-та танкова армия (командвана от генерал Херман Хот), която захожда към Сталинград от югозапад, е спряна от съветски контраатаки край Абганерово и Плодовитое. За отпор срещу двата лъча на германското настъпление съветското командване (Ставка на Върховното главно командване) реорганизира силите си, разделяйки Сталинградския фронт на две части – Сталинградски и Югоизточен фронт с общ командир (от 9 август до края на септември) генерал Андрей Ерьоменко. Поредният натиск на немците води на 20 – 21 август до форсиране на Дон и пробив на съветската отбрана при Вертячий, с който пътят на немците към Сталинград е открит.
Паралелно с офанзивата на Паулус в завоя на Дон, немската група армии „А“ настъпва към Кавказ, овладява Майкоп (8 август) и Моздок (25 август), но е спряна на северния превал на планината (виж Битка за Кавказ).

### Боеве в града
Битката за самия Сталинград започва на 23 август, когато германските танкове достигат десния бряг на Волга северно от града, а Луфтвафе извършва масирани бомбардировки на промишлените съоръжения и жилищните квартали. Голяма част от града е опожарена или разрушена. Сталин забранява на цивилните да напускат града. Той смята, че тяхното присъствие ще мотивира бойците да оказват по-голяма съпротива при отбраната на Сталинград. През първата седмица от немските бомбардировки загиват, по някои данни, 40 000 цивилни. Първоначално за отбраната на града отговаря 1077-и противовъздушен полк, съставен главно от жени-доброволци без никаква подготовка за борба с наземни цели. Немската 16-а танкова дивизия елиминира всичките 37 противовъздушни батареи. След като достигат реката северно от града, немските войски захождат и от юг. Към началото на септември съветското снабдяване е възможно само по реката, под постоянни бомбардировки от вражеските самолети и артилерия. Срещу немската 6-а армия се противопоставят съветските 62-ра армия начело с генерал Василий Чуйков и 64-та армия на ген. Михаил Шумилов.
Немците разчитат силно на подкрепата от артилерията и авиацията си. Съветските командири противодействат, държейки фронтовата линия колкото се може по-близо физически до врага. Това повишава риска за немската пехота от приятелски огън. Немците докарват едрокалибрени оръдия, включително и 800-милиметрово, но не правят опит да елиминират съветската артилерия на срещуположния, източен бряг на Волга. Бранителите на града използват разрушените сгради за прикритие, от което обстрелват нападащите танкове. Ставката им праща подкрепления. На 15 – 16 септември 13-а гвардейска стрелкова дивизия на ген. Александър Родимцев прекосява Волга и отбива немците от стратегически ключовото възвишение Мамаев Курган с цената, според някои източници, на 30 на сто от личния си състав. Боевете за всяка улица и всяка сграда се проточват с месеци. Неголяма група червеноармейци удържа една от тези укрепени сгради, „Дома на Павлов“ (по името на сержант Яков Павлов), в продължение на 58 дни. Централната жп гара, заводите „Червения октомври“ и „Барикади“ са други места, около които се води упорита борба.
В средата на октомври войските на Чуйков са силно притиснати. За да облекчи положението им, съветското командване нарежда контраатаки северно и южно от Сталинград. Между 19 и 26 октомври в пространството между Дон и Волга настъпват войските на Донския фронт (образуван в края на септември), а от 22 октомври до 1 ноември 64-та армия от Сталинградския фронт настъпва от юг. Нападащите успяват да се придвижат само 3 – 4 км напред и търпят тежки загуби, но натискът срещу Чуйков отслабва. До 18 ноември немците успяват да завземат между 80 и 90 % от разрушения град. Съветски войски продължават да бранят два тесни, изолирани един от друг участъка.

## Съветската контраофанзива (19 ноември 1942 – 2 февруари 1943)

### Обкръжаване на немската 6-аармия
В хода на настъплението си в периода юли – октомври германските сили се струпват все повече и повече към Сталинград. Около града се съсредоточават двадесет и една дивизии от 6-а армия и 4-та танкова армия. Трите танкови дивизии (14-а, 16-а и 24-та) по фланговете са отслабени от продължителните боеве. Фронтът на група армии „Б“ се разтяга на повече от 1300 км между Воронеж и река Терек. По протежение на Дон северозападно от Сталинград се разполагат в отбрана 2-ра унгарска, 8-а италианска и 3-та румънска армия, последната командвана от генерал Петре Думитреску. Южният фланг на групата армии заемат слаби германски части и войските от 4-та румънска армия, която се обособява през ноември (от 21 ноември начело с генерал Константин Константинеску). Войските на германските съюзници са с по-ниска боеспособност заради недостига на тежко въоръжение, противотанкови средства и маневрени части. Отбраната не е достатъчно плътна, а оперативните резерви (в т. ч. 48-и танков корпус край Дон и 29-а моторизирана дивизия на юг) са слаби Командната структура на група армии „А“ и „Б“ не е ефективна заради разнородния състав на войските и липсата на ясно разпределяне на отговорностите между генералите и Хитлер. Ефективността намалява и заради нарастващия размер на непопълнените загуби в личния състав (110 000 за последните три месеца на 1942 г.).
Прозирайки уязвимото разположение на германските войски, Халдер настоява за своевременно отстъпление, с което фронтът на двете групи армии да се стесни и да бъдат икономисани сили за отразяване на евентуални съветски атаки. По тази причина на 24 септември началникът на генералния щаб на сухопътните войски е сменен с Курт Цайцлер. На 14 октомври Хитлер издава заповед до войските от целия южен фланг на Източния фронт да преминат към стратегическа отбрана. Заповедта не се отнася до действията за овладяване на Налчик (в Северен Кавказ), Туапсе (на Черно море) и Сталинград. Замисълът на германския фюрер е за задържане на завзетите територии и подновяване настъплението на Вермахта през пролетта на 1943 г.
Междувременно Ставката подготвя голямо контранастъпление. Съветските планове се оформят през септември на съвещания в Москва между главнокомандващия Сталин, заместника му Георгий Жуков и началника на генералния щаб Александър Василевски. В края на месеца Сталин дава заповед за подготовка на операция „Уран“, която предвижда удари с превъзхождащи сили по фланговете, обкръжаване и унищожаване на германската сталинградска групировка. През октомври и първата половина на ноември в районите, набелязани за изходни точки на контранастъплението, са съсредоточени значителни сили, разпределени между Югозападния, Донския и Сталинградския фронт (командвани съответно от генералите Н. Ватутин, К. Рокосовски и А. Ерьоменко). Докато траят приготовленията 62-ра армия на Чуйков служи като примамка, задържаща вниманието на германската 6-а армия. Паралелно с подготовката на „Уран“ тече и подготовка за голямо настъпление на съветската армия срещу германската 9-а армия в района на Ржев и Сичевка (операция „Марс“). С провеждането му се заема Жуков, а с координацията на операциите при Сталинград е натоварен Василевски.
Разузнавателният отдел от германския генерален щаб „Чуждестранни армии Изток“, оглавяван от генерал Райнхард Гелен, знае за придвижването на съветски части, но не оценява правилно размера на подготвяната операция. Германското командване в този период смята, че съветската страна не е способна да проведе повече от една голяма офанзива по едно и също време и че тази офанзива ще бъде на фронта при Москва, далеч на север от Сталинград.
Рано сутринта на 19 ноември 1942 г. съветският Югозападен фронт започва настъпление от плацдармите на десния бряг на Дон. 3-та румънска армия е атакувана отляво от 5-а танкова (при Серафимович) и отдясно от 21-ва армия (при Клетская), отбранителните ѝ линии са разкъсани и ден по-късно тя прекратява организираната съпротива. Мобилните части на съветската 5-а танкова армия (командвана от генерал П. Романенко) се насочват на югоизток, преодолявайки съпротивата на германско-румънските резерви (48-и танков корпус). На 22 ноември съветските танкове овладяват моста на Дон край Калач, а на следващия ден и самия град. Действията на Югозападния фронт са подпомагани от войските на Донския фронт, които нападат от север по двата бряга на Дон. Вторият основен удар е нанесен от участъка южно от Сталинград на 20 ноември. Три армии от Сталинградския фронт (64-та, 57-а и 51-ва) разбиват левия фланг на 4-та румънска армия (6-и армейски корпус) и я отхвърлят на запад. Скоро след това железопътната линия от Абганерово е прекъсната, а на 23 ноември части на Сталинградския фронт се съединяват с Югозападния край Советски, източно от Калач, затваряйки обръча около германските войски край Сталинград.
В обкръжение попадат между 250 000 и 290 000 войници на Оста (по съветски данни: 330 000). Това включва четиринадесет пехотни, три танкови, три моторизирани, една противовъздушна и две румънски дивизии, както и хърватски полк. Срещу тях са насочени седем съветски армии, а други части на Червената армия формират външната страна на обръча срещу евентуални опити на германците за пробив отвън.
На 24 ноември съветските войски предприемат концентрично настъпление. Въпреки че войските на Паулус са принудени да се изтеглят окончателно на изток от Дон, този първи опит за ликвидиране на обкръжената немска групировка завършва с неуспех в първите дни на декември.
На 25 ноември Червената армия започва голяма офанзива и срещу група армии „Център“ при Ржев. Операция „Марс“ продължава двадесет и пет дни и принуждава германското командване да насочи голяма част от резервите си към Ржев, вместо към Сталинград.

### Опити на немците за пробив
Адолф Хитлер, който още в края на септември обявява публично, че немците никога няма да напуснат Сталинград, отхвърля призивите да нареди отстъпление на 6-а армия, докато съветският обръч около нея все още не е твърде плътен. Влияние върху това решение оказва опитът от февруари-май 1942 г., когато Луфтвафе успява да осигури с горива, продоволствие, муниции и свежи войски 100-хилядна немска групировка, обкръжена край Демянск на северния участък на Източния фронт. Противно на съветите на редица командири (в т. ч. Рихтхофен, Фон Вайхс, Цайцлер и самият Паулус) фюрерът приема уверенията на Херман Гьоринг, че военновъздушните сили ще съумеят и този път да доставят на обкръжените войски необходимите подкрепления до деблокирането им от новата германска групировка, формираща се край големия завой на Дон. Това е група армии „Дон“, чието командване е поверено на фелдмаршал Ерих фон Манщайн. Манщайн стабилизира фронта извън сталинградския „котел“ като реорганизира германските съединения и остатъците от румънските войски, разгромени в операция „Уран“. Групата на генерал-майор Карл Холит удържа отбранителната линия край река Чир.
След като привлича подкрепления от други участъци на Източния фронт и от окупирана Франция, на 12 декември Манщайн дава начало на операция „Зимна буря“ (на немски: Wintergewitter) за деблокиране на Паулус. Германският 57-и танков корпус, поддържан от румънски части, настъпва от Котелниково на североизток към Сталинград и за седмица упорити боеве със съветската 51-ва армия преодолява по-голямата част от разстоянието. Достигайки река Мишкова (ляв приток на Дон) на по-малко от 40 км от целта, корпусът е принуден да спре настъплението си заради претърпените загуби. В този момент предложението 6-а армия да се опита да пробие обкръжението отвътре е повторно отхвърлено от Хитлер. На 23 декември немската контраофанзива е окончателно преустановена.

### Операция „Малък Сатурн“
Проблемите със снабдяването, затягането на боевете около обкръжената немска групировка в Сталинград и опитът за пробив на Манщайн карат съветското командване да се откаже от първоначалния си замисъл за отрязване на пътя за отстъпление на немските войски от Кавказ чрез настъпление към Азовско море (операция „Сатурн“). На 13 декември, ден след като Манщайн настъпва към Сталинград, Ставката нарежда изпълнение на плана във видоизменен вариант („Малък Сатурн“). Войските от Югозападния фронт са натоварени със задачата да разгромят италианските и германските войски по средното течение на Дон и на река Чир, след което да заходят на югоизток във фланг на Манщайн.
Новото съветско настъпление започва на 16 декември. След тридневни боеве 6-а и 1-ва гвардейска армии разгромяват италианската 8-а армия край Дон, а 3-та гвардейска си пробива път през Чир срещу немски и румънски части от оперативна група „Холит“. На 19 декември в бой са въведени мобилните съветски формации (17-и, 18-и, 24-ти и 25-и танкови корпуси). Те се насочват на юг, за да пресекат германските снабдителни линии при Кантемировка, Милерово, Тацинская и Морозовск. На 24 декември 24-ти танков корпус превзема летището при Тацинская, основна база за снабдяване на немските войски в Сталинград по въздуха.
За девет дни Червената армия напредва около 180 км на юг към Ростов и създава реална заплаха за германските войски, сражаващи се в Кавказ и по долното течение на Дон. Манщайн е принуден да реагира бързо. Той прекратява деблокиращия удар към Сталинград и чрез прегрупиране на силите си успява да стабилизира левия фланг на група армии „Дон“. Съветските танкове, заели Тацинская, са обкръжени и успяват да отстъпят едва след като получават гориво. В боеве до края на месеца германците удържат базата си в Милерово. Въпреки че съветското настъпление е спряно, на 28 декември Хитлер нарежда на група армии „А“ да се изтегли от Кавказ, а група армии „Дон“ да отстъпи на 250 км от Сталинград.

### Унищожаване на обградените войски
Операция „Зимна буря“ отлага осъществяването на съветските планове за ликвидиране на обградената 6-а немска армия. След като група армии „Дон“ е принудена да отстъпи на запад, приготовленията за операция „Пръстен“ (на руски: Кольцо) са завършени. Осъществяването ѝ е поверено на Донския фронт, подсилен с три армии от Сталинградския фронт. След като Паулус отхвърля предложение за капитулация, в 805 ч. на 10 януари 1943 г. започва масиран артилерийски обстрел на немските позиции, последван от щурм. Съпротивителните сили на германците са понижени заради глада, болестите и недостига на гориво и боеприпаси. (Обещаният от Гьоринг „въздушен мост“ се проваля: доставките по него за 6-а армия са средно малко над 94 тона на ден, десет пъти по-малко от необходимото). След двудневни интензивни боеве западните германски позиции започват да се разпадат. На 15 януари части от съветската 65-а армия завземат летището край Питомник. Осем германски дивизии престават да съществуват като бойни формации (3-та, 29-а и 60-а моторизирани, 44-та, 76-а, 113-а, 297-а и 376-а пехотни). Седмица по-късно германците губят Гумрак и последното летище под свой контрол. В този момент над 100 000 германски войници са струпани в Сталинград. За петнадесет дни териториите под германски контрол се свиват от 1400 на 100 км2. На 26 януари танкови части на 65-а армия осъществяват контакт с 13-а гвардейска дивизия при Мамаев Курган и разделят германската групировка на две части. Южната част престава да съществува на 31 януари, когато Паулус (повишен часове по-рано в чин генерал-фелдмаршал) се предава в плен. Северната начело с генерал Карл Щрекер се предава два дни по-късно, след като командващият на Донския фронт генерал Рокосовски съсредоточава срещу нея цялата си налична артилерия (около 300 оръдия на километър). Битката за Сталинград приключва на 2 февруари 1943 г.

## Последици
Още докато трае битката при Сталинград, в средата на януари 1943 г. Червената армия повежда ново голямо настъпление срещу германците и техните съюзници между реките Дон и Северский Донец (Острогожко-Росошанска операция и Воронежко-Касторненска операция), спряно от Манщайн при Харков през март (виж Битка при Харков). Междувременно германските войски се оттеглят от Кавказ, но задържат Новоросийск и Таманския полуостров. Така девет месеца след началото на немското настъпление към Волга и Кавказ е възстановена приблизително линията на фронта от предното лято.
Съветските войски не успяват да отрежат пътя за отстъпление на група армии „А“ от Кавказ до голяма степен заради продължителната съпротива на Паулус в Сталинград.
В официалната историография на СССР Сталинградската битка е наречена „най-великата битка във Втората световна война“ с „определящо влияние“ върху по-нататъшния ѝ развой. В по-ново време руски и западни историци определят като „решаващо“ не сражението на Волга, а това при Курската дъга, където съветските войски спират настъплението на Вермахта през юли 1943 г.
Значението на Сталинград признават и на Запад. Английският военен историк Дж. Фулър например отбелязва, че след предаването на Паулус стратегическата инициатива „преминава окончателно от немците към руснаците“, независимо от съветското поражение при Харков през пролетта на 1943 г. За друг британски изследовател, Базил Лидъл Харт, събитията край Сталинград внасят прелом във военните действия в Русия и, наред с поражението на германско-италианските войски в Северна Африка (виж Битка при Ел Аламейн) и победите на американския флот над японците в Тихия океан през 1942 – 1943 г. (виж Битка при Мидуей), водят до обрат в цялата война.
В исторически изследвания се сочат различни данни за жертвите, дадени от войските, обкръжени в Сталинград. Между 25 000 и 34 000 ранени са евакуирани по въздух. 140 000 – 160 000 са избити. В плен попадат 91 000 души (по други данни – 120 000). Като цяло загубите на Германия и съюзниците ѝ в Сталинградската битка се изчисляват на 850 000 – 1 000 000 души (в последното число около 585 000 германци, 110 000 италианци, 160 000 румънци, 143 000 унгарци). В съветската историография се твърди за 1 500 000, при условие че общата численост на германците и техните съюзници срещу СССР през ноември 1942 г. е над 6,2 милиона. Около 50 000 руски доброволци, сражавали се на немска страна, са убити или пленени от съветската армия. Голяма част от немските войници, взети в плен при Сталинград, умират от петнист тиф или от изтощение на път към Сибир и в съветски мини. В Германия през 1955 г. се връщат само 6000.
Червената армия дава общо 1 129 619 жертви в битката. От тях 478 741 души съставят безвъзвратните загуби (убити в бой, починали от рани и болести, безследно изчезнали, пленени), а 650 878 са ранени, болни или измръзнали. В тези данни не влиза броят на цивилните жертви, който не е установен с точност. Преди войната населението на Сталинград е близо половин милион души, а непосредствено преди битката се увеличава с десетки хиляди бежанци от Украйна. Евакуацията от града е частична (100 000 души до август 1942 г.). Към края на сражението в него остават 32 000 мирни жители.
Както отбелязва германският генерал Курт фон Типелскирх, и двете воюващи страни понасят тежки загуби, но германските натежават повече предвид по-големите човешки резерви на СССР. Освен това Нацистка Германия губи много бойна техника, запаси с гориво и престиж пред съюзниците си. Във фазата на съветската контраофанзива (след 19 ноември 1942 г.) Германия губи около 2000 танка и щурмови оръдия, близо 3000 изтребители, бомбардировачи и транспортни самолети и над 10 000 оръдия и миномети срещу 4341 танка и 2769 самолета, загубени от съветска страна. Германската военна промишленост не смогва да възмезди нарастващите загуби. През 1943 г. значителни материални и човешки ресурси трябва да бъдат отклонени към други театри на бойните действия. В резултат на тези два фактора в навечерието на битката при Курск Червената армия добива значително превъзходство в хора и техника над Вермахта.
В знак на почит към героизма на неговите бранители през 1945 г. Сталинград получава званието „град-герой“. През 60-те години на хълма Мамаев курган над Волгоград е издигнат монументът „Родината-майка зове“, висок 85 метра, а около него е изграден мемориален комплекс.